# 小野市
小野市（日语：／ Ono shi */?）是位于日本兵庫縣中南部的城市。算盤為本市特有的傳統工藝產品，稱為「播州算盤」，為日本算盤的主要產地。

## 人口
| 小野市人口分布圖 |                                               |  |
| 小野市與日本全國年齡別人口分布比較圖 （2005年資料） | 小野市的年齡、男女別人口分布圖 （2005年資料） |  |
| ■紫色是小野市 ■綠色是全国 | ■藍色是男性 ■紅色是女性                       |  |
| 小野市人口變化 \| 1970年 \| 37,623人 \| \| \| 1975年 \| 40,576人 \| \| \| 1980年 \| 43,574人 \| \| \| 1985年 \| 45,686人 \| \| \| 1990年 \| 46,007人 \| \| \| 1995年 \| 48,214人 \| \| \| 2000年 \| 49,432人 \| \| \| 2005年 \| 49,761人 \| \| \| 2010年 \| 49,680人 \| \| \| 2015年 \| 48,580人 \| \| \| 2020年 \| 47,562人 \| \| |                                               |  |
| 資料來源：日本總務省統計中心提供之人口普查數據 |                                               |  |
| 1970年 | 37,623人                                      |  |
| 1975年 | 40,576人                                      |  |
| 1980年 | 43,574人                                      |  |
| 1985年 | 45,686人                                      |  |
| 1990年 | 46,007人                                      |  |
| 1995年 | 48,214人                                      |  |
| 2000年 | 49,432人                                      |  |
| 2005年 | 49,761人                                      |  |
| 2010年 | 49,680人                                      |  |
| 2015年 | 48,580人                                      |  |
| 2020年 | 47,562人                                      |  |

## 歷史
在江戶時代初期，為一柳直盛西條藩的領地，1636年一柳直盛過世後，將領地分成三份，其中小野所在的加東郡及伊予國宇摩郡交給次子一柳直家，由於最初一柳直家將藩廳陣屋設於位於伊予的江之川，因此名為川之江藩，但隔年一柳直家及家臣即遷移至小野，小野成為實質上的藩廳。
1642年一柳直家過世時，由於未有子嗣，緊急招了女婿一柳直次來繼承一柳家，但此舉違反了幕府當時禁止末期養子的規定，因此位於伊予的領地被沒收，僅留下小野一地，藩名也隨之變成小野藩，直到幕府結束此地都屬於小野藩的領地。1871年廢藩置縣後，曾短暫設置小野縣，但旋即被整併為姬路縣，後又成為飾磨縣，1876年再次被整併到兵庫縣。
1889年日本實施町村制，設置了小野村，隸屬加東郡，1915年升格為小野町；1954年，與同屬加東郡的河合村、來住村、市場村、大部村、下東條村合併為小野市。

### 變遷表
| 1889年4月1日 | 1889年-1926年       | 1926年-1944年       | 1944年-1954年        | 1954年-1989年        | 1989年-現在          | 現在                 |
| ------------ | ------------------- | ------------------- | -------------------- | -------------------- | -------------------- | -------------------- |
| 下東條村     | 下東條村            | 下東條村            | 1954年12月1日 小野市 | 1954年12月1日 小野市 | 1954年12月1日 小野市 | 1954年12月1日 小野市 |
| 河合村       |                     |                     | 1954年12月1日 小野市 | 1954年12月1日 小野市 | 1954年12月1日 小野市 | 1954年12月1日 小野市 |
| 來住村       |                     |                     | 1954年12月1日 小野市 | 1954年12月1日 小野市 | 1954年12月1日 小野市 | 1954年12月1日 小野市 |
| 市場村       |                     |                     | 1954年12月1日 小野市 | 1954年12月1日 小野市 | 1954年12月1日 小野市 | 1954年12月1日 小野市 |
| 小野村       | 1915年5月1日 小野町 | 1915年5月1日 小野町 | 1954年12月1日 小野市 | 1954年12月1日 小野市 | 1954年12月1日 小野市 | 1954年12月1日 小野市 |
| 大部村       |                     |                     | 1954年12月1日 小野市 | 1954年12月1日 小野市 | 1954年12月1日 小野市 | 1954年12月1日 小野市 |

## 交通

### 鐵路
- 西日本旅客鐵道（JR西日本）
  - 加古川線：（加古川市） - 市場車站 - 小野町車站 - 粟生車站 - 河合西車站 - 青野原車站 - （加東市→）
- 神戶電鐵
  - 粟生線：（←三木市） - 樫山車站 - 市場車站 - 小野車站 - 葉多車站 - 粟生車站
- 北條鐵道
  - 北條線：粟生車站 - （加西市）

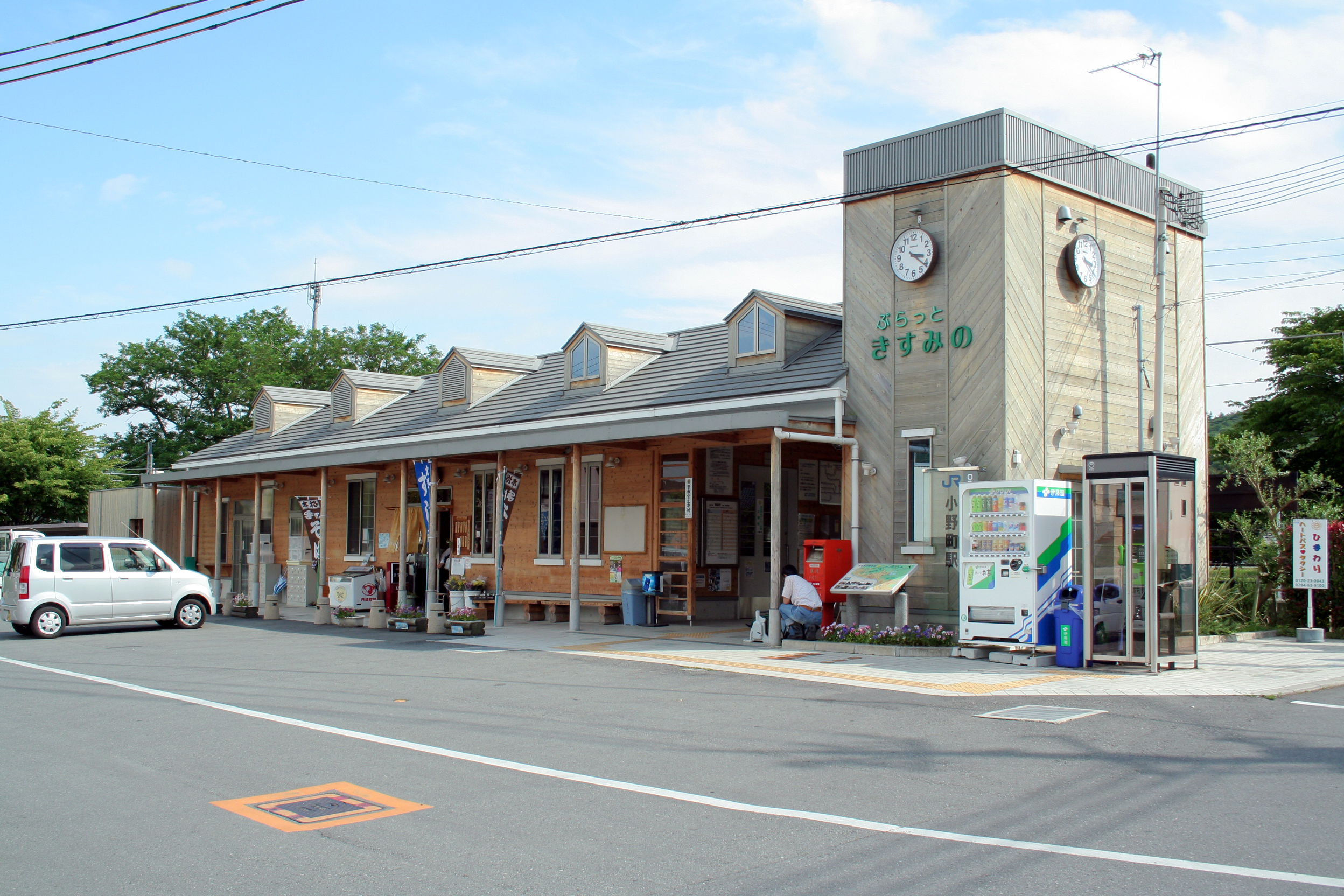
小野町車站
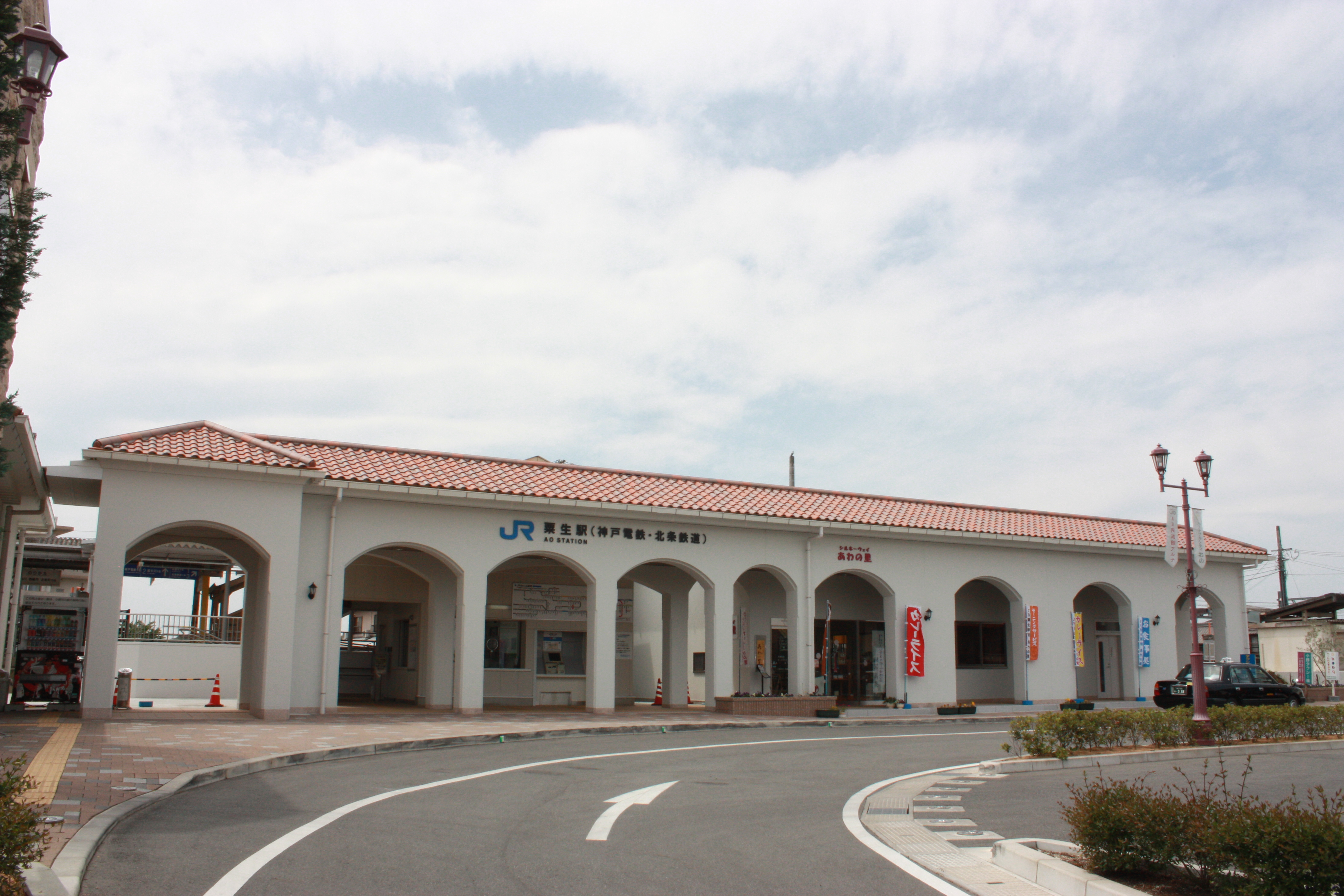
粟生車站
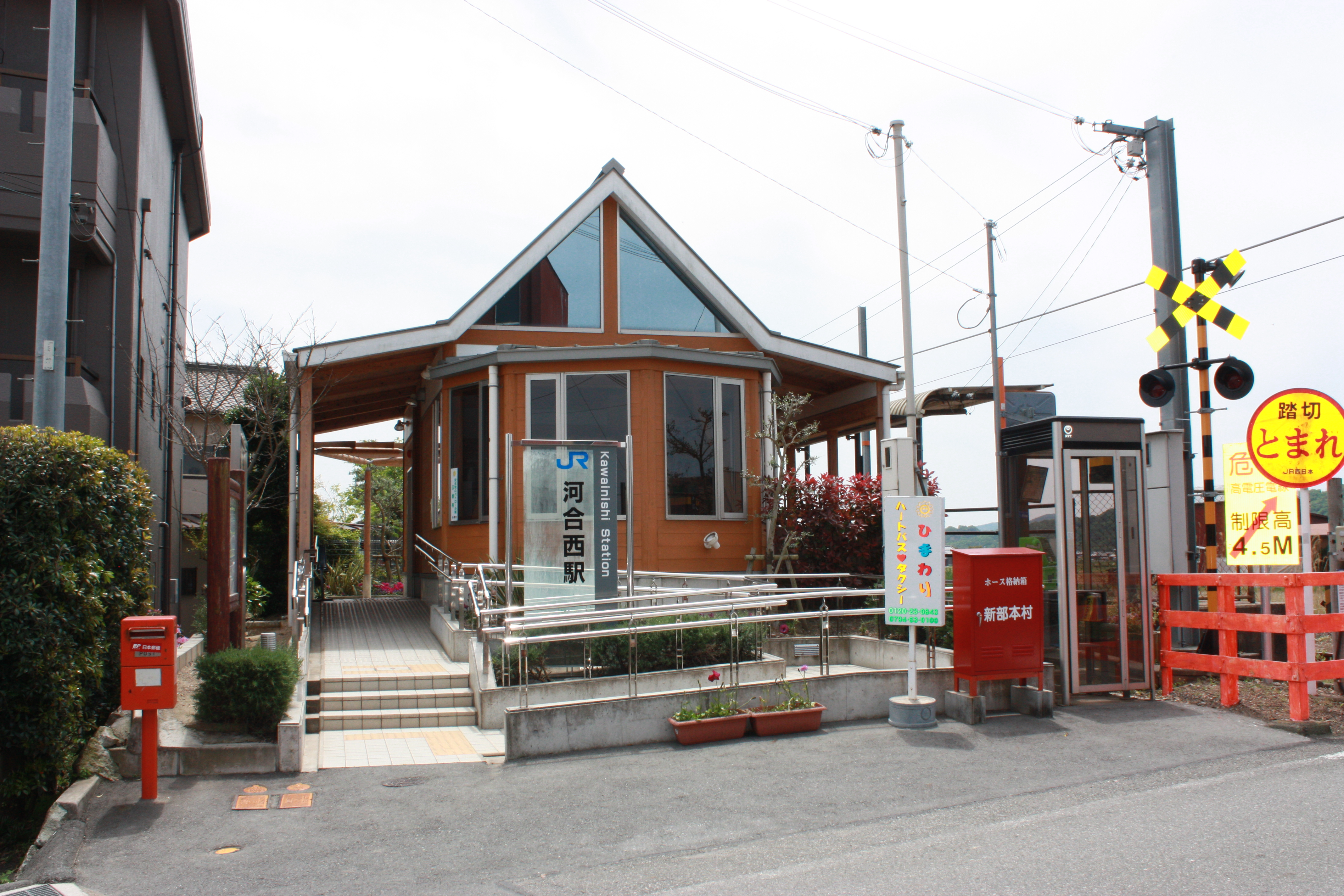
河合西車站
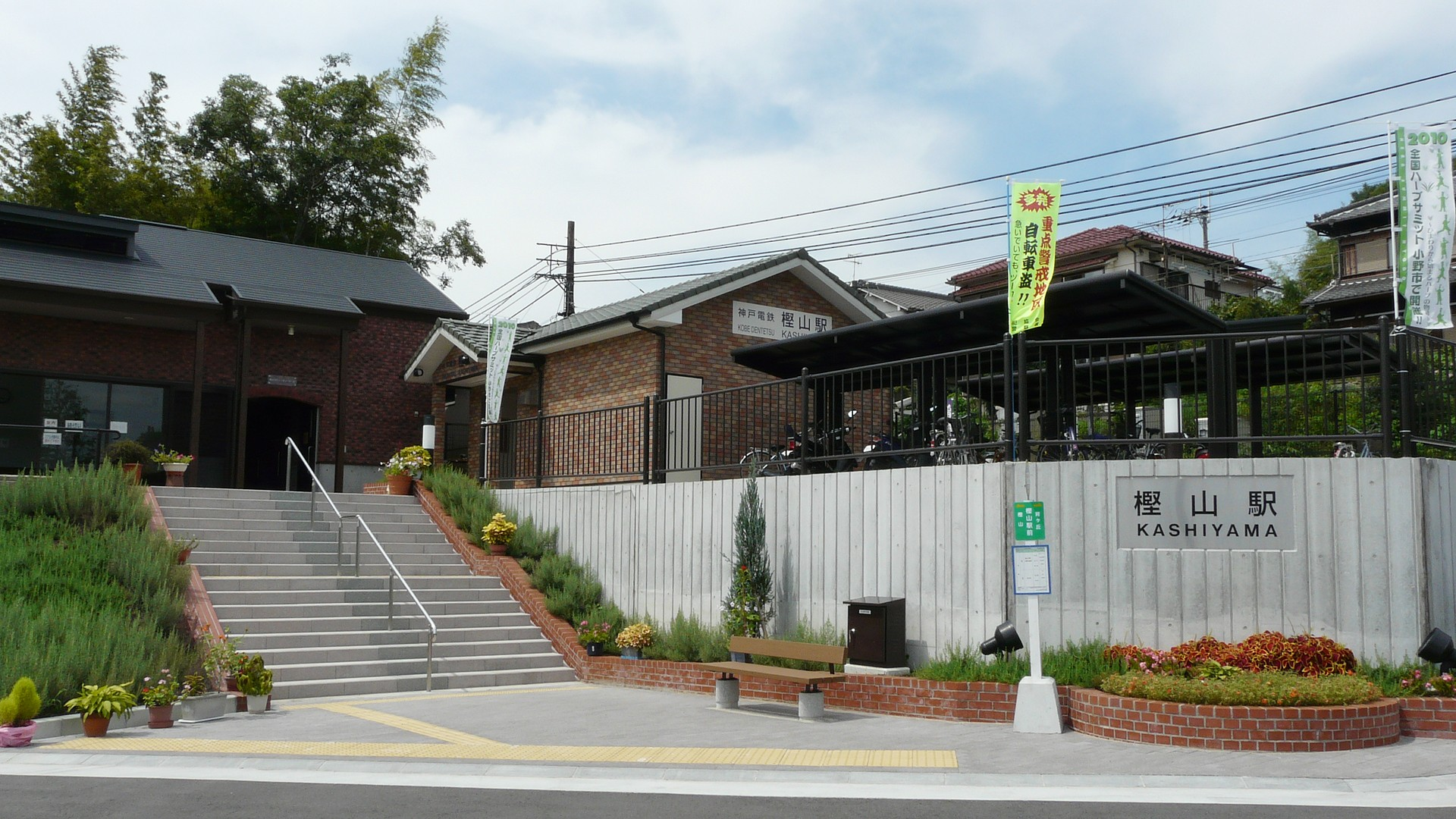
樫山車站
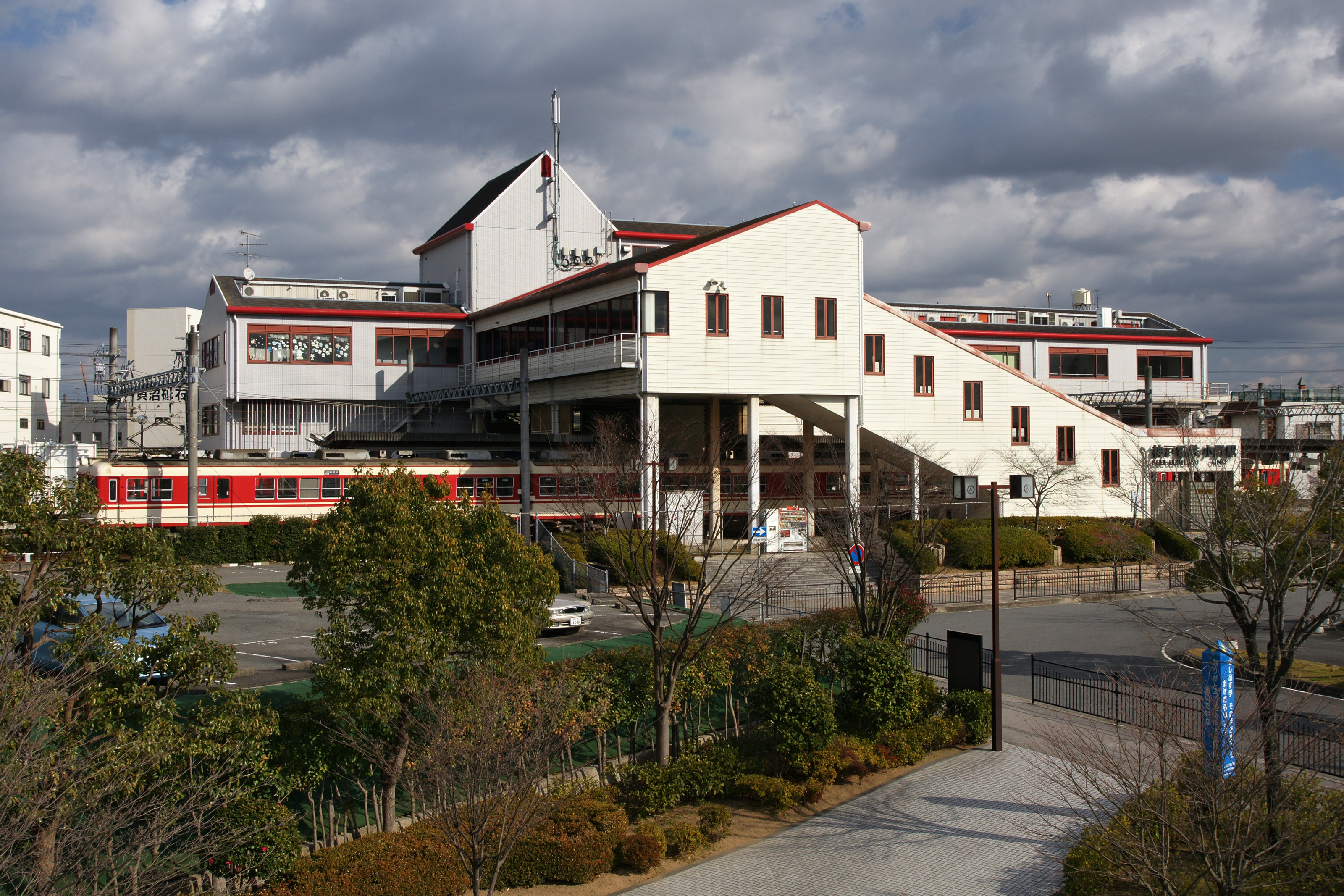
小野車站
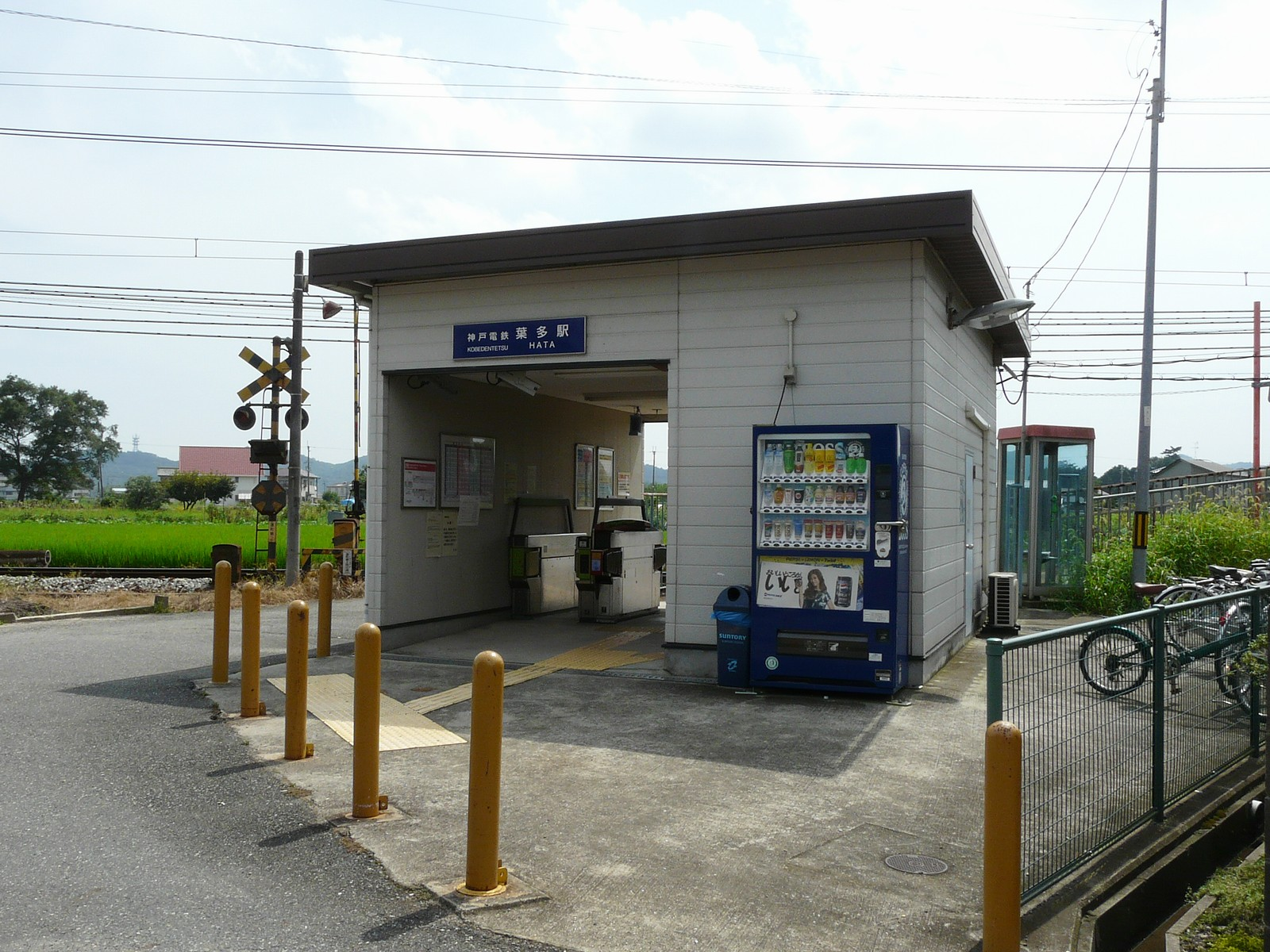
葉多車站

### 公路
高速公路
山陽自動車道從南側與三木市的邊界處通過，此處設有三木小野交流道。
一般國道
- 國道175號（日语：国道175号）

## 觀光資源

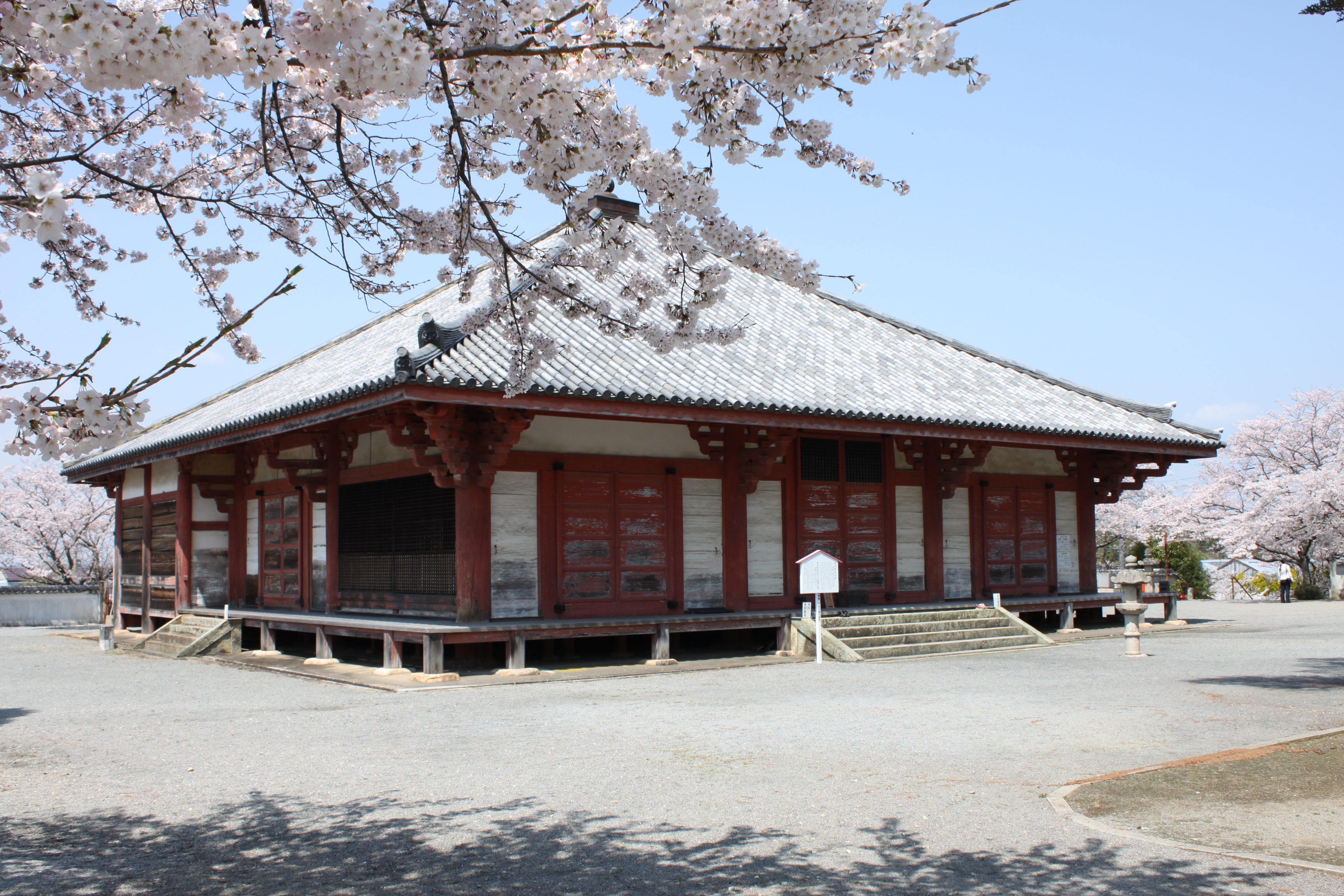
浄土寺浄土堂

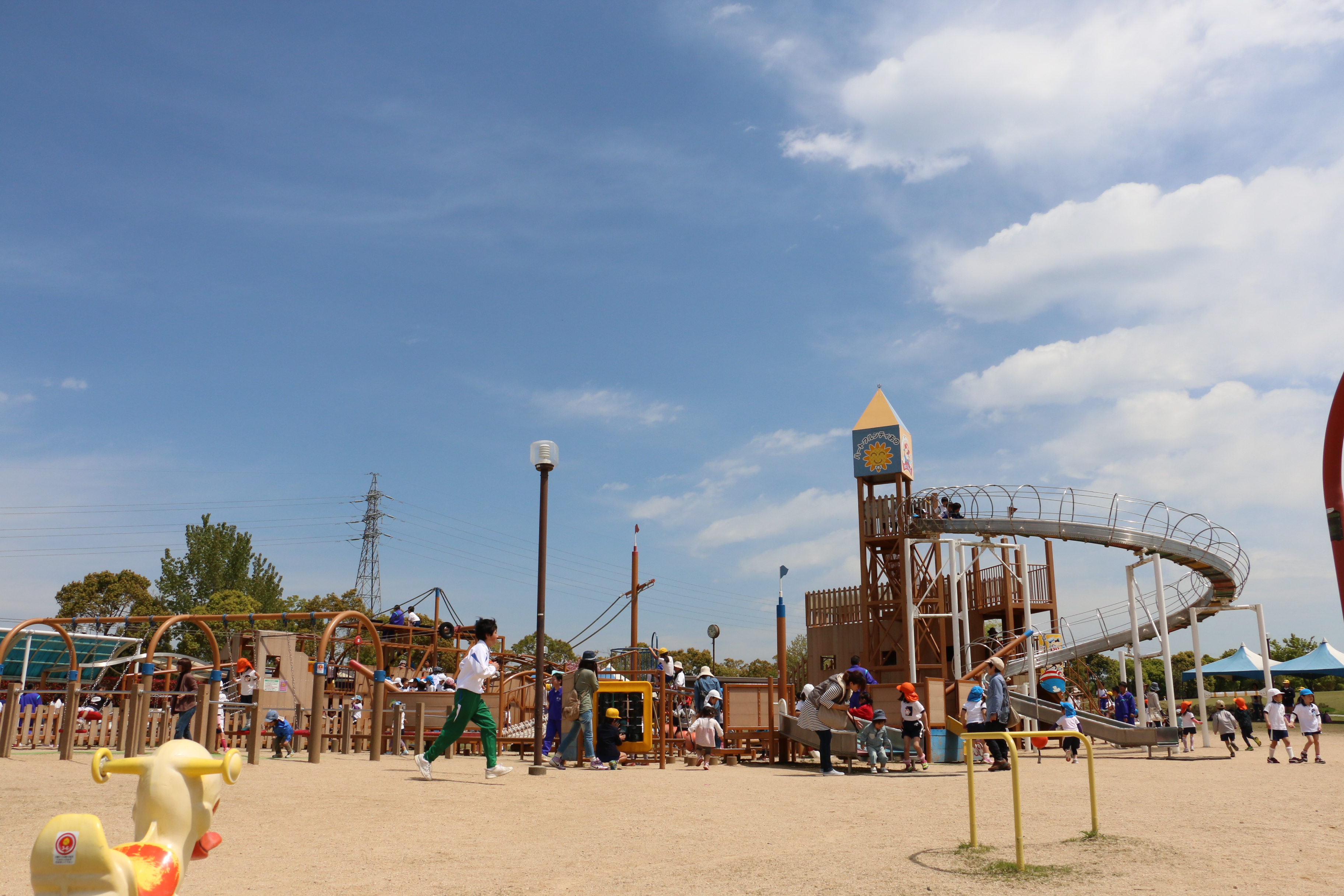
向日葵之丘公園

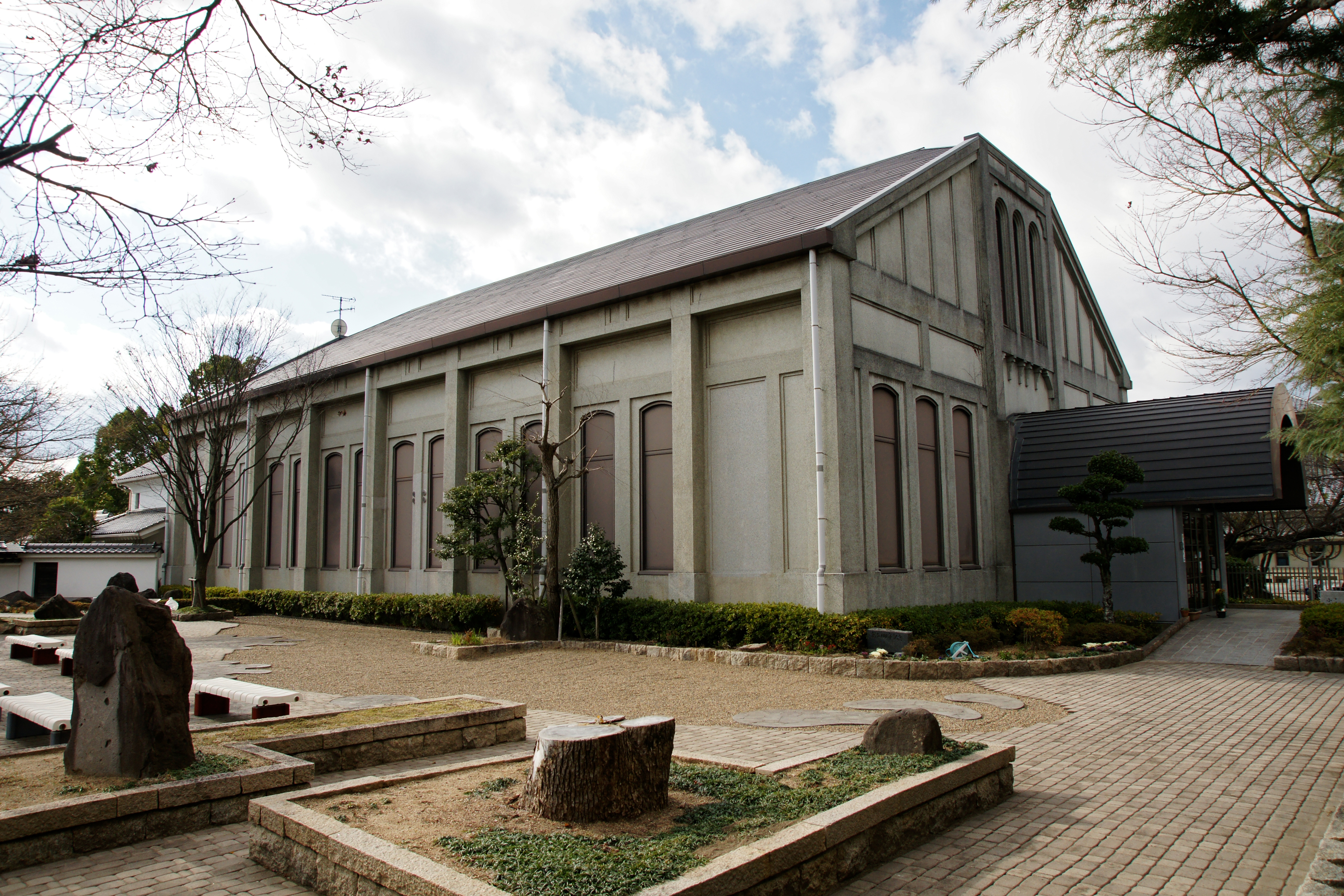
小野市立好古館

- 浄土寺
- 住吉神社（日语：住吉神社 (小野市)）
- 小野市立好古館（日语：小野市立好古館）
- 小野市伝傳統產業會館（日语：小野市伝統産業会館）
- 播磨中部丘陵縣立自然公園（日语：播磨中部丘陵県立自然公園）
- 小野市立向日葵之丘公園（日语：小野市立ひまわりの丘公園）

## 姊妹、友好城市

### 海外
- 林賽（美國加利福尼亞州圖萊里縣）[1]

## 本地出身之名人
- 上田三四二：歌人、小説家、文藝評論家。
- 堀井富太郎：大日本帝國陸軍中將。

## 外部連結
- （日語） 小野市的Facebook專頁
- （日語） YouTube上的小野市頻道